# Pedro Mártir de Anghiera

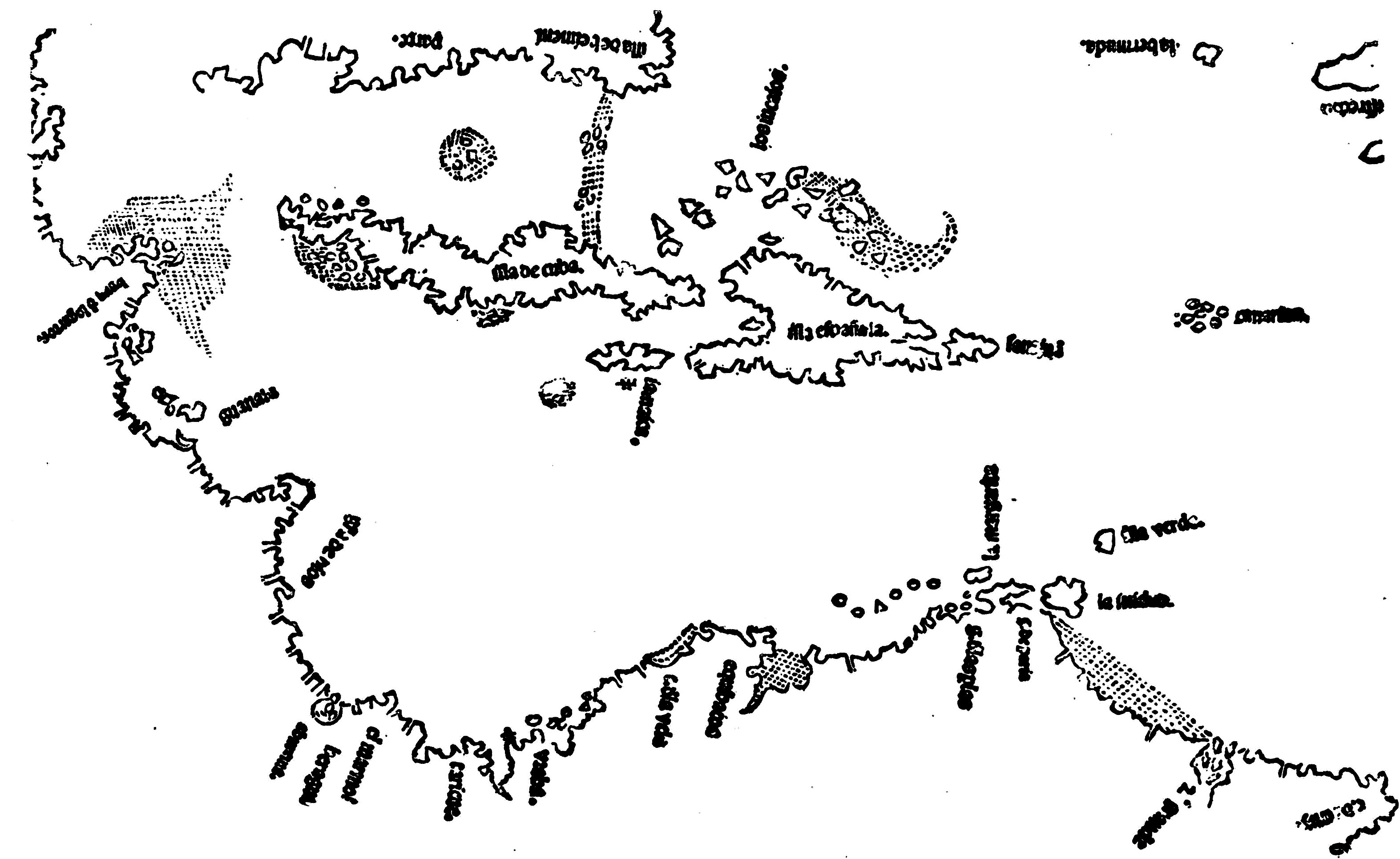
Mapa De Anghiery z 1511

Pedro Mártir de Anghiera lub Peter Martyr d’Anghiera (ur. 2 lutego 1457 w Aronie, w Księstwie Mediolanu, zm. 1526 w Grenadzie, w Hiszpanii) – mediolańczyk, hiszpański historyk, kapelan Izabeli Kastylijskiej i Ferdynanda Aragońskiego, członek Rady Indii cesarza Karola V.
Pedro Mártir de Anghiera był historykiem hiszpańskiej konkwisty oraz zbierał dokumenty na temat Krzysztofa Kolumba. W roku 1530 wydano jego dzieło De Orbe Novo (O Nowym Świecie). Do dzisiaj zachowało się ok. 800 jego listów dających obraz jego epoki, wśród nich list adresowany do kardynała Ascanio Sforzy, w którym jako pierwszy nazwał ląd odkryty przez Kolumba – Mundus Novus Nowy Świat.